# テューペロ地域空港
テューペロ地域空港（テューペロ・リージョナル空港、英: Tupelo Regional Airport）は、アメリカ合衆国ミシシッピ州リー郡テューペロの中央ビジネス地区から3マイル（5キロメートル）西に位置する公共利用の空港である。テューペロ空港局が所有している。
連邦航空局（FAA）の記録によると、空港は2008年に15,985旅客の搭乗（旅客輸送量）、2009年は 13,319 旅客輸送量、2010年は 12,749 旅客輸送量を記録した。
また、2011年から2015年までの、主な商用サービス 空港（1年当たり10,000人を超える旅客輸送量）として分類される、アメリカ国家空港整備計画 NPIAS（ National Plan of Integrated Airport Systems ）に含まれる。
同じアメリカのモハーヴェ空港と同様、飛行機の墓場として廃棄予定の航空機が多数保管されている。2014年4月16日には、全日本空輸が国内線での旅客運航を行った最後のボーイング747（JA8961）（2014年3月31日、沖縄発羽田行のNH126便）がNH9432便として、アンカレッジ国際空港経由で同空港へ回送された。

## 設備と飛行機
テューペロ地域空港は、1061エーカー（429ヘクタール）の面積をカバーし、平均海抜346フィート（105メートル）の標高である。
6,502×150フィート（1,982×46メートル）、アスファルト塗装、磁方位 18/36 の滑走路1本を有する。
2011年12月31日までの12ヶ月間で、50,916 機、一日あたり平均139機の運航が行われた。56%がゼネラル・アビエーション、38%が軍事航空、6%がエアタクシーであった。
また、68機の機体が本空港をベースにしていた。35%が単発機、22%が双発機、9%がジェット機、3%がヘリコプター、そして31%が軍用機であった。

## 航空会社および就航地
次の航空会社が定期航空輸送を提供している:
| 航空会社               | 就航地                                  |
| ---------------------- | --------------------------------------- |
| シルバー・エアウェイズ | アトランタ, ワシントン郡 (ミシシッピ州) |